# Век брата Јакала
Век брата Јакала је књига ромске књижевности на српском језику аутора Драгољуба Ацковића објављена 2019. године у издању "Куће ромске културе" из Београда.

## О писцу
Драгољуб Ацовић (1952) завршио је Факултет политичких наука а затим и Филозофски факултет, одсек етнологија, последипломске студије на Правном факултету у Београду. Написао је неколико књига посвећених ромској проблематици, као и бројне текстове у домаћим и страним научним часописима. Од оснивања Комисије за проучавање живота и обичаја Рома САНУ, њен је активни члан. Од 1997. године члан је ромског и југословенског ПЕН клуба као и члан Удружења књижевника Србије од 1997. године. Члан је Светског парламента Рома из наше земље. Покретач је ромских гласила у Србији. Уредник је Ромског програма у Радио Београду. Живи и ради у Београду.

## О књизи
Књига је посвећена књижевном раду Слободана Берберског.
Књига Век брата Јакала обима 122 стране, осим поезије, садржи увод Слободана Берберског под називом Рођење, као и његову Библиографију.